# Laurent Jorio
Laurent Jorio (n. 1973, Bouaké, Coasta de Fildeș) este un designer francez. 

## Biografie
În timp ce era student la școala de design, Laurent Jorio a creat grafismul monedelor franceze de 10, 20 și de 50 centime de euro, modernizând astfel tipul Semănătoarei lui Oscar Roty.